# Músculs auriculars
Els músculs auriculars (musculi auriculares), o músculs extrínsecs de l'orella, són els tres músculs de l'aurícula (pavelló auricular) a l'orella externa: 
- Múscul auricular anterior.
- Múscul auricular superior.
- Múscul auricular posterior.

Els músculs superior és el més gran dels tres, seguit del posterior i de l'anterior.

## Acció
En alguns mamífers aquests músculs poden ajustar l'orientació del pavelló auricular. En els éssers humans aquests músculs posseeixen molt poca capacitat de moviment. L'auricular anterior mou l'aurícula cap endavant i cap amunt; l'auricular superior eleva lleugerament la mateixa i l'auricular posterior mou el pavelló auricular cap enrere.

## Imatges

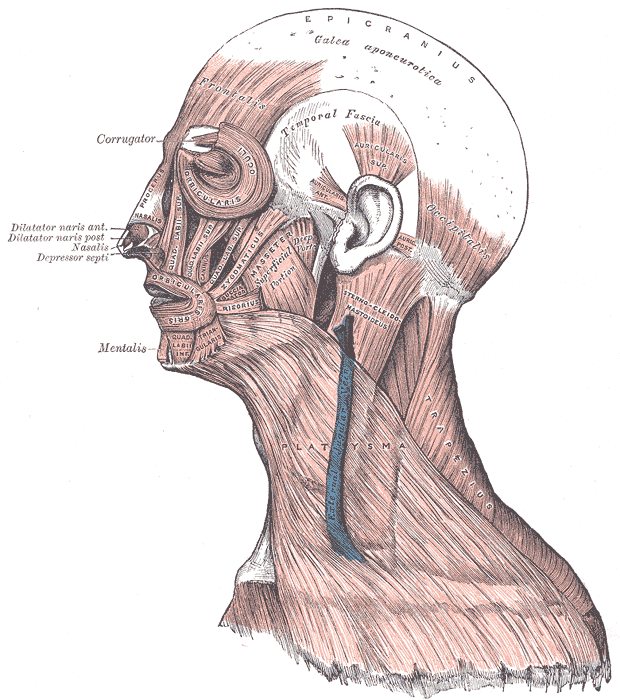
Músculs auriculars en el context amb els altres músculs facials.